# Escudo de Sorpe
El escudo de armas de Sorpe es un símbolo de la entidad local descentralizada española de Sorpe, término municipal de Alto Aneu, y se describe, según la terminología precisa de la heráldica, por el siguiente blasón:

«Escudo en losange de ángulos rectos: de plata, una gamuza de sinople arrestada y contornada.»

## Diseño

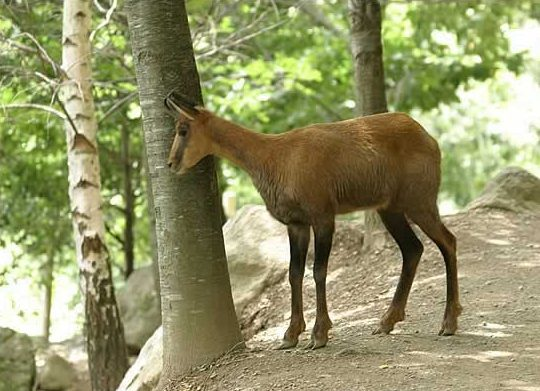
Gamuza (Rupicapra pyrenaica), animal representado en el escudo.

La composición del escudo está formada sobre un fondo en forma de cuadrado apoyado sobre una de sus aristas, llamado escudo de ciudad o escudo embaldosado, según la configuración difundida en Cataluña al haber sido adoptada por la administración en sus especificaciones para el diseño oficial de los municipios de las entidades locales de color blanco o gris claro (argén, también llamado plata). Como carga principal y única aparece una representación de una gamuza de color verde (sinople), en actitud de estar estático, con las cuatro patas apoyadas en el suelo (arrestada) y mirando hacia la siniestra del escudo, la derecha del observador (contornada).
Según el artículo 30.5 del reglamento sobre símbolos de las entidades locales de Cataluña, las entidades locales descentralizadas, a diferencia de los municipios, no pueden llevar timbre.

## Historia

Escudo de Alto Aneu, donde aparece las armas de Sorpe en el tercer cuartel.

El 21 de julio de 1999, la junta admnistrativa de Sorpe acordó la adopción de un escudo de armas. El blasón fue aprobado el 19 de enero de 2005, y fue publicado el DOGC n.º 4.328, de 22 de febrero de 2005.
La gamuza es un animal típico de este lugar pirenaico, además de ser el señal tradicional del pueblo. Al menos desde 1852 el ayuntamiento utilizaba un sello ovalado con una gamuza contornada. Estas armas están representadas en el tercer cuartel del escudo del Alto Aneu, municipio que integra a Sorpe.